# Nuraghe Santu Ortolu
Il nuraghe Santu Ortolu (in italiano: Nuraghe san Bartolomeo) è ubicato in località Truviu in territorio di Siligo sulla piana di Campu Lazzari, a pochi chilometri dal centro abitato di Banari. A una decina di metri dal nuraghe si scorgono i resti dell'omonima chiesa, e alcune decine di metri a sud si trova la cascata di carattere torrenziale di  riu de s'Adde (Adde Manna). A nord est alla distanza di circa 300 metri c'è il nuraghe Truviu e poco distante i resti del Nuraghe Nuraghette.

## Descrizione
Si tratta di un nuraghe complesso con torre centrale con bastione che doveva includere almeno altre due torri. La camera centrale di forma quasi circolare (dia. m.3,60) ha una copertura a tholos ancora intatta (h. m.6,76).  Sono presenti una scala elicoidale e un andito. La gran parte delle strutture è in stato di rudere.